# Louis Quentin
Louis Quentin, né le 31 août 1891 à Couesmes en Mayenne et mort le 6 décembre 1958 à Gourbeyre en Guadeloupe, est un spiritain et botaniste français.

## Biographie
Né le 31 août 1891 à dix heures du soir, au lieu-dit la Petite Guesdonnière à Couesmes, Louis Julien Joseph Quentin est le fils de Albert Octave Quentin, maître d'hôtel à Paris, et de Marie Désirée Anastasie Perret, cuisinière originaire de Couesmes. Ses parents se sont mariés en 1889 à Viroflay (Seine-et-Oise).
Il fait ses études secondaires à Sées puis Flers, où il obtient le baccalauréat. Au cours de ses études de philosophie se confirme sa décision de devenir missionnaire.
Après avoir été prisonnier en Allemagne pendant la Première Guerre mondiale, il entre au noviciat spiritain d'Orly en 1919, où il découvre la botanique, et devient prêtre en 1924.
D'abord nommé missionnaire dans les îles Saint-Pierre-et-Miquelon, il arrive en 1925 en Guadeloupe, alors colonie française, où il est successivement vicaire à Pointe-à-Pitre, puis employé au secrétariat de l'évêché de Basse-Terre, chancelier et supérieur principal des spiritains de 1936 à 1947.
Il devient l'héritier scientifique d'Antoine Duss, pionnier de la botanique antillaise, en prolongeant son œuvre, et en permettant de doubler, au cours d'un quart de siècle, le nombre de genres et d'espèces végétales connus dans les Antilles. 
Pour les travaux que Louis Quentin réalise sur la flore de Guadeloupe et Martinique en collaboration avec Henri Stehlé et son épouse, Madeleine, la Société botanique de France leur attribue le Prix de Coincy de Phanérogamie en 1949.

## Publications
- Flore de la Guadeloupe et Dépendances (en collaboration avec Henri et Madeleine Stehlé). 1938. Tome II, Catalogue des Phanérogames et Fougères, avec contribution à la flore de la Martinique. 238 pp. Ed. Basse-Terre.